# 2023年パレスチナ・イスラエル戦争における軍事衝突の一覧
2023年パレスチナ・イスラエル戦争における軍事衝突の一覧（2023ねんパレスチナ・イスラエルせんそうにおけるぐんじしょうとつのいちらん）は、2023年10月7日に開始された2023年パレスチナ・イスラエル戦争における軍事衝突の一覧である。

## 戦闘
| 戦闘                           | 場所               | 開始           | 終結           | 結果                                     |
| ------------------------------ | ------------------ | -------------- | -------------- | ---------------------------------------- |
| ベエリとオファキムでの膠着状態 | ベエリ, オファキム | 2023年10月7日  | 2023年10月8日  | イスラエルの勝利                         |
| レイムの戦い                   | レイム             | 2023年10月7日  |                | ハマースの勝利（その後イスラエルが奪還） |
| スデロットの戦い               | スデロット         | 2023年10月7日  | 2023年10月9日  | 決着つかず                               |
| スーファの戦い                 | スーファ           | 2023年10月7日  | 2023年10月10日 | イスラエルの勝利                         |
| ジキムの戦い                   | ジキム             | 2023年10月7日  |                | イスラエルの勝利                         |
| ジェニン侵攻 (2023年10月)      | ジェニン           | 2023年10月14日 |                | 進行中                                   |
| ベイト・ハヌーンの戦い         | ベイト・ハヌーン   | 2023年10月27日 | 2024年5月31日  | ハマースの勝利                           |
| ハーンユーニスの戦い           | ハーンユーニス     | 2023年12月1日  | 2024年4月7日   | ハマースの勝利                           |

## 非戦闘攻撃
| 攻撃                                              | 日付           | 攻撃者     | 目標                             |
| ------------------------------------------------- | -------------- | ---------- | -------------------------------- |
| レイム音楽祭虐殺事件                              | 2023年10月7日  | ハマース   | Supernova Sukkot Gathering       |
| ネティブ・ハアサラ虐殺                            | 2023年10月7日  | ハマース   | ネティブ・ハアサラのコミュニティ |
| ベエリの虐殺                                      | 2023年10月7日  | ハマース   | ベエリのコミュニティ             |
| クファルアザの虐殺                                | 2023年10月7日  | ハマース   | クファルアザのコミュニティ       |
| ジャバリア・キャンプ市場空爆                      | 2023年10月9日  | イスラエル | ジャバリア・キャンプ             |
| アル・シャティ難民キャンプ空爆                    | 2023年10月9日  | イスラエル | アル・シャティ難民キャンプ       |
| ハッジタワー空爆                                  | 2023年10月10日 | イスラエル | ガザ地区のハッジタワー           |
| 2023 attacks on Palestinians evacuating Gaza City | 2023年10月13日 | イスラエル | ガザ市                           |
| UNRWAの学校への空爆                               | 2023年10月17日 | イスラエル | UNRWA運営の学校                  |
| 聖ポルフィリウス教会空爆                          | 2023年10月19日 | イスラエル | 聖ポルフィリウス教会             |